# Самаргинская Заводь
Озеро Самаргинская Заводь — пресноводное озеро на севере Тернейского района Приморского края.
Озеро находится на крайнем северо-востоке Приморья и является самым восточным озером края. Оно образовано при совокупном участии флювиальных и прибрежно-морских экзогенных процессов. Приустьевые части многих, впадающих в море рек, блокированы прибрежно-морскими отложениями. Речная вода, стремясь прорваться через намываемые волнами пляжи, зачастую на многие сотни метров течёт вдоль берега моря, пока не промывает себе временное устье. Следующим штормом устье перекрывается и река прорывает пляж в другом месте. В результате, за пляжем образуются узкие и длинные речные заводи. В устье реки Самарга это явление проявлено в наибольшем масштабе, среди прочих рек Приморья. Речная заводь протягивалась здесь в северо-восточном направлении более чем на 5 км. Постепенно, Самарга перекрыла своими отложениями юго-западную часть заводи и она потеряла связь с рекой, превратившись в озеро.
Длина Самаргинской Заводи более 4 км. Ширина в самой широкой части 160 м, в юго-западной сужается до 40 м. Береговая линия озера изрезана множеством заводей и заливчиков. В наиболее широкой северо-восточной части имеется остров. Юго-западная часть озера очень узкая и похожа на тихую, зарастающую водной растительностью равнинную речку. Материковые берега озера низкие и заболоченные. На них произрастает низкорослая лиственница и ольха. Берег на песчано-галечниковой приморской косе безлесен, покрыт травой и зарослями морского шиповника. По косе проходит грунтовая автодорога, недалеко от озера расположено с. Самарга.
Дно в озере илистое. Вода прозрачная, но имеет коричневато-оранжевый оттенок, напоминая разбавленный чай, летом хорошо прогревается. В Самаргинскую Заводь впадают ручьи Шумный и Быстрый.